# 托马索·贾纳扎
托马索·贾纳扎（義大利語：Tommaso Gianazza，2002年7月21日—），意大利男子水球运动员。他曾代表意大利国家队参加2024年夏季奥林匹克运动会男子水球比赛，获得第七名。